# فرانک وینسنت
فرانک وینسنت گتوسو (به انگلیسی: Frank Vincent Gattuso) (متولد ۴ آگوست ۱۹۳۹- ۱۳ سپتامبر ۲۰۱۷)، بازیگر، موسیقیدان و نویسنده آمریکایی بود. او بازیگر مورد علاقهٔ مارتین اسکورسیزی بود و در فیلم‌های تحسین شده‌ای همچون گاو خشمگین، رفقای خوب و کازینو (هر سه به کارگردانی اسکورسیزی) به ایفای نقش پرداخت.او در فیلم اسنایپس بازی کرده است.

## دوران بازیگری
وینسنت برای اولین بار در سال ۱۹۷۶ در یک فیلم کم هزینه و گانگستری به نام The Death Collector در کنار جو پشی بازی کرد. پس از این فیلم، هر دو بازیگر مورد توجه رابرت دنیرو قرار گرفتند و او آن‌ها را به مارتین اسکورسیزی معرفی کرد. اسکورسیزی که از بازی آن‌ها تحت تأثیر قرار گرفته بود، در فیلم گاو خشمگین از هر دوی آن‌ها به عنوان بازیگر مکمل در کنار دنیرو که نقش اصلی فیلم را بر عهده داشت، استفاده کرد.
او همچنین در دو فیلم کار درست را بکن و تب جنگل (هر دو به کارگردانی اسپایک لی) نقش‌های کوتاهی را بر عهده داشته است.
همچنین از دیگر نقش آفرینی‌های وی به ایفای نقش در سریال پرطرفدارخانواده سوپرانو می‌توان اشاره کرد.
وینسنت معمولاً نقش گانگستر را در فیلم‌ها بر عهده دارد. فیلم‌های رفقای خوب و کازینو از این دسته‌اند. از دیگر فیلم‌هایی که او در آن بازی کرده می‌توان به افکار مرگبار اشاره کرد.